# Den stora utställningen
Den stora utställningen är en roman från 2018 av Marie Hermanson.

## Handling
Romanen handlar om Jubileumsutställningen i Göteborg 1923, då Albert Einstein kom och höll sitt Nobeltal. Han kom dock två dagar försent, och som orsak till det angavs ”mellankommande hinder”. Marie Hermansson har i den här boken spekulerat kring dessa hinder och skapat en möjlig förklaring.
Historien berättas genom ögonen på fyra olika personer, varav en är Albert själv. En annan är Ellen, en ung kvinna som lyckas bli journalist för utställningens egen tidning. Ellen råkar höra talas om ett hot mot Einstein, om några som vill ”oskadliggöra” honom. Tillsammans med poliskonstapeln Nils – som är den tredje berättaren – börjar hon nysta i fallet. Slutligen får vi också möta Otto, en fattig pojke från landet som får komma till utställningen, och blir den som ser till att Einstein överhuvudtaget kommer fram till utställningen.
2021 kom den fristående fortsättningen Pestön.

## Mottagande
Boken fick inte så bra recensioner i media men var den mest utlånade romanen på Göteborgs bibliotek 2018.